# Peyrelevade (Vaour)
Pour les articles homonymes, voir Peyrelevade.
La Peyrelevade, appelée aussi La Jayantière, est un dolmen situé à Vaour, dans le département français du Tarn. 

## Historique
Le dolmen est mentionné à de nombreuses reprises dès le XIXe siècle, notamment par A. du Mège en 1821 et par H. Crozes en 1865 qui le signale sous deux dénominations différentes dans son Répertoire archéologique du département du Tarn. Dès 1867, il figure dans divers inventaires mégalithiques nationaux. Il est inscrit sur la liste des monuments historiques en 1882, puis classé par la liste de 1889. L'édifice a fait l'objet d'un sondage par Jean Lautier en 1984 et d'une fouille de sauvetage en 1994.

## Description
Le dolmen est situé sur un plateau calcaire. C'est le plus grand dolmen du département. Il appartient à une vaste concentration de dolmens, très homogènes, qui s'étend sur les départements voisins du Tarn-et-Garonne, de l'Aveyron et du Lot.
L'érosion naturelle a contribué à l'arasement du tumulus mais la fouille de sauvetage a permis d'en reconnaître la structure. Le tumulus mesure 7,80 m de largeur, côté sud-est, 9,60 m de longueur côté droit et 8 m de longueur côté gauche. A ce niveau, sa largeur n'atteint plus que 7,40 m, au-delà, la partie ouest du tumulus a été amputée par la construction de la départementale D15. La forme du tumulus correspondait donc à un trapèze allongé. La structure était ceinturée d'un parement soigneusement élaboré, dont la hauteur actuelle sur la façade de l'édifice varie de 0,40 à 0,60 m.

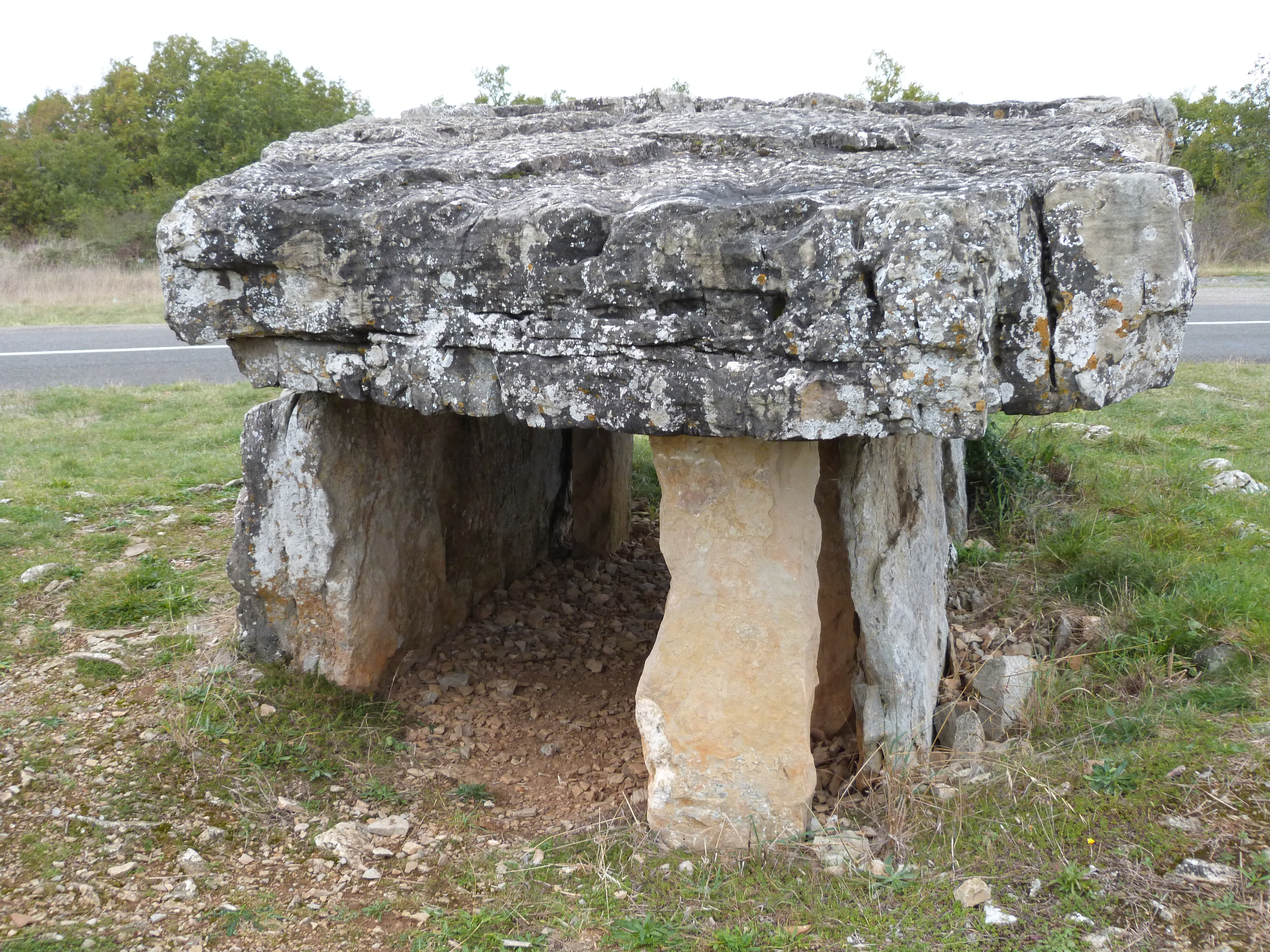
Vue du dolmen côté entrée.

Le dolmen a été édifié presque perpendiculairement à une faille du sous-sol orientée nord-est/sud-ouest. Le sol d'origine, parcouru de diaclases, a fait l'objet d'un martelage pour en régulariser la surface. Ce sol est désormais protégé par une couche de béton armé réalisée lors des travaux de consolidation de 1984. La chambre est délimitée de chaque côté par un grand orthostate. Celui de droite mesure 3,73 m de longueur sur 1,75 m de largeur pour une épaisseur de 0,12 à 0,25 m. Cette dalle est en un mauvais état, celui-ci résulte d'un délitement naturel et d'une cassure accidentelle qui ont provoqué l'apparition d'une ouverture de 1 m sur 0,55 m. Le montant gauche est mieux conservé, malgré un début de délitement en extrémité. Il mesure 3,53 m de longueur sur 1,70 m de largeur pour une épaisseur de 0,18 à 0,37 m. Ces dalles support sont enfoncées d'environ 0,40 m dans des fosses de fondation creusées dans le substrat rocheux. Un pilier de soutènement en béton a été dressé sous la table de couverture qui menaçait de s'effondrer. La dalle de couverture, désormais brisée en deux parties, s'étend sur 4,62 m de longueur et 2,86 m de largeur pour une épaisseur de 0,50 à 0,60 m.

## Matériel archéologique
Le sondage effectué en 1982 dans la chambre n'a livré aucun matériel archéologique. L'essentiel du matériel archéologique a été découvert à l'entrée de la chambre mélangé aux sédiments argileux. Les éléments osseux recueillis correspondent à vingt fragments crâniens, soixante phalanges, soixante-dix dents, une douzaine d'esquilles d'os brûlés et à cent-cinquante débris difficilement identifiables. Le mobilier archéologique comprend des éléments de parure et quelques outils lithiques. Les éléments de parure sont principalement des perles annulaires (en stéatite, schiste, calcaire) et de diverses formes (tonnelet, cylindrique), mais aussi une canine de chien montée en pendeloque, sept dentales et un coquillage marin (nasse). Les outils correspondent à un petit nucléus et un éclat de silex non retouché, une armature de flèche à pédoncule et ailerons, une masse en granite ou grès qui a pu servir au martelage du sol. Trois-cents tessons de petite taille d'une céramique grossière à gros dégraissant de quartz, six tessons de céramique sigillée gallo-romaine et une épingle en cuivre complètent l'ensemble.
L'ensemble correspond à une utilisation à l'âge du cuivre par la culture artenacienne avec des réutilisations ponctuelles plus tardives à la fin de l'âge du bronze et à l'âge du fer.

## Folklore
Localement, le dolmen est appelé La Jayantière, car selon une légende, ce sont des géants qui l'auraient édifié afin d'y sacrifier de jeunes femmes. Saint Antonin aurait délivré l'une de leurs victimes, ce qui provoqua la colère des géants qui en fracassèrent la dalle de couverture.